# Adderall

Amfetamina (mieszanina racemiczna dekstroamfetaminy i lewoamfetaminy)

Dekstroamfetamina (enancjomer d amfetaminy)

Adderall – nazwa handlowa środka farmaceutycznego stosowanego jako lek pomocniczy w leczeniu nadpobudliwości psychoruchowej i zaburzeń uwagi (ADHD). Zażywany również nielegalnie (w celach nieleczniczych) przez sportowców jako środek dopingujący.
Substancją czynną adderallu są sole amfetaminy, które w większych dawkach powodują poprawę koncentracji, pobudzenie psychoruchowe i zmniejszają znużenie. Amfetamina w dawkach 5–40-krotnie niższych od wywołujących objawy pobudzenia stosowana jest w celach leczniczych. Badania wykazują, że amfetamina w dawkach od 5 mg (dzieci) do 20 mg (dorośli) zamiast pobudzać pacjenta, zmniejsza m.in. efekt nadpobudliwości będący jednym z objawów ADHD.
Lek w wersji „XR”, czyli o powolnym uwalnianiu zawiera amfetaminę w postaci czterech różnych soli amfetaminy, których LADME jest zróżnicowane w czasie. Pozwala to na podawanie preparatu raz na dobę i zmniejsza ewentualne skutki uboczne (m.in. euforię).

## Skutki uboczne
Powszechnie spotykanymi skutkami ubocznymi mogą być:
- nierówna akcja serca
- bezsenność
- obniżenie apetytu[1], utrata wagi lub anoreksja[1][2]
- zawroty głowy
- bóle głowy
- biegunka
- pocenie się
- dysfunkcja seksualna
- suchość w ustach
- stan zwiększonego poirytowania
- drgawki
- euforia
- stałe lub czasowe zwiększenie reakcji alergicznej

Mniej powszechne skutki uboczne
- bóle brzucha
- ogólna nerwowość
- nadmierne rozszerzenie źrenic
- zgrzytanie zębami
- nadmierne powstrzymywanie moczu
- gorączka
- tachykardia (nadmiernie szybkie bicie serca)
- tiki nerwowe
- pokrzywka
- częstomocz
- stępienie afektu
- oderwanie od rzeczywistości

Rzadkie skutki uboczne
- podwyższone ciśnienie krwi
- tiki głosowe
- halucynacje
- zespół Tourette’a
- kardiomiopatia

U osób nadużywających Adderall dodatkowo mogą występować: niepokój, stany paranoidalne, obniżone libido, psychozy i utrata kontaktu z rzeczywistością.
Preparaty
- Adderall XR, producent: Shire US Inc. Preparat złożony – zawiera mieszaninę równych części: asparaginianu (jednowodnego) i siarczanu amfetaminy oraz siarczanu i cukrzanu dekstroamfetaminy wyszczególnionych przy nazwie handlowej jako dawka łączna. Stosunek enancjomerów lewo/dekstro wynosi 1:3.

W Polsce Adderall XR jest dostępny w trybie importu docelowego. Klasyfikowany jako lek psychotropowy grupy II-P.